# VY Canis Majoris
VY Canis Majoris er en rød hypergigant i konstellationen Canis Major (Store Hund)  og er den næststørste kendte stjerne i Universet kun overgået af UY Scuti.
Giganten har en diameter på 2.932.200.000 km. Den er cirka en milliard gange større end Solen og den er 4.900 lysår fra Jorden og kan ikke ses med det blotte øje.
 Der er for få eller ingen kildehenvisninger i denne artikel, hvilket er et problem. Du kan hjælpe ved at angive troværdige kilder til de påstande, som fremføres i artiklen.

| Astronomi | Spire Denne artikel om astronomi er en spire som bør udbygges. Du er velkommen til at hjælpe Wikipedia ved at udvide den. |